# Det rår vi inte för
Det rår vi inte för är en låt av den svenske rapparen och låtskrivaren Behrang Miri med svenske sångaren Victor Crone. Låten deltog i Melodifestivalen 2015 och kvalificerade sig till Andra chansen genom den första semifinalen den 7 februari 2015. Där sattes den i duell med Samir & Viktors låt "Groupie" men misslyckades med att ta sig vidare till finalen i tävlingen.